# 大社里 (臺南市)
大社里是臺灣臺南市新市區的一個里，劃為23鄰。

## 範圍
大社里位於新市區東北角，南臨潭頂里，西接港墘里，北與大營里、善化區嘉南里為鄰，東隔山上排水與山上區明和里、南洲里相望；境內聚落可分為後店角、西興角、東勢角（含荖葉宅仔、頭前宅仔）三部分。

## 歷史
大社里之名有稱該地過去為西拉雅族新港社之遷徙地，因規模較周邊各社大，而稱之為大社；日治時期屬臺南州新化郡山上大社大字；戰後初設山上鄉大社村，1946年7月1日與潭頂村一併改劃歸新市鄉管轄，後於2010年12月25日因臺南縣市合併而改制為里。

## 設施
- 臺南市新市區大社國民小學
- 臺南市新市區農會大社辦事處